# Poa ayacuchensis
Poa ayacuchensis är en gräsart som beskrevs av Oscar Tovar. Poa ayacuchensis ingår i släktet gröen, och familjen gräs. Inga underarter finns listade i Catalogue of Life.